# Scarus altipinnis
Scarus altipinnis es una especie de peces de la familia Scaridae en el orden de los Perciformes.

## Morfología
Los machos pueden llegar alcanzar los 60 cm de longitud total.

## Distribución geográfica
Se encuentra desde las islas Ryukyu hasta las islas de la Línea, el sur de Japón y Micronesia.